# Etanol
Etanol, tudi etilni alkohol, je alkohol s kemijsko formulo je C2H5OH. Etanol je pri sobni temperaturi brezbarvna kapljevina, večini prijetnega vonja. Pogosto ga imenujemo kar alkohol, ker se z njim najpogosteje srečujemo. Vsebujejo ga alkoholne pijače. V večjih količinah in koncentracijah je strupen. Uživanje etanola pri ljudeh povzroča kratkotrajne, včasih ugodne psihofizične odzive in zasvojenost.
Etanol je uporaben kot razkužilo, topilo in kot gorivo. Ker je užitni alkohol visoko obdavčen, je tehničnemu etanolu primešan strupeni metanol. Tak etanol imenujemo denaturirani alkohol oziroma denaturirani špirit.
Etanol v naravi predelujejo glive kvasovke iz sladkorja z alkoholnim vrenjem, pridobivamo pa ga tudi v petrokemiji, iz naftnih derivatov, zlasti z oksidacijo etilena. Kvasovke pri večji koncentraciji etanola odmrejo, zato je neposredno z vrenjem možno doseči do največ 25 % prostorninski delež etanola. Večjo koncentracijo dobimo z destilacijo, pri pijačah je to kuhanje žganja. Z destilacijo ni možno doseči 100-odstotne čistosti etanola, ampak le do teoretično 95,7 % (glej azeotropna zmes).

## Zgodovina
Etanol ljudje uporabljajo že od prazgodovine in sicer kot opojno sestavino alkoholnih pijač. Posušeni ostanki na 9.000 let starih izdelkih lončarstva, najdeni na Kitajskem, nakazujejo, da so alkoholne pijače izdelovali tudi že ljudje v neolitiku. Kot relativno čisto spojino ga je najprej uspel izolirati perzijski alkimist Mohamed ibn Zakarīya Razi (Rhazes, 865 -- 925).
Dva druga kemika, ki sta prispevala k razvoju tehnik destilacije, sta bila Geber (Jabir ibn Hayyan) in Al-Kindi (Alkindus). Pisanja posvečena Geberju (721-815) omenjajo vnetljive hlape kuhanega vina. Al-Kindi (801-873) je nedvoumno opisal destilacijo vina.
Leta 1796 je Johann Tobias Lowitz pridobil čisti etanol s filtriranjem destiliranega etanola skozi aktivno oglje.
Antoine Lavoisier je opisal etanol kot spojino ogljika, vodika in kisika, leta 1808 pa je Nicolas Theodore de Saussure določil njegovo kemijsko formulo. Petdeset let pozneje je Archibald Scott Couper objavil strukturno formulo etanola, kar je pomenilo, da je bil etanol ena prvih spojin z določeno kemijsko strukturo.
Etanol je bil prvič sintetično pripravljen leta 1826 s pomočjo neodvisnih raziskovanj Henryja Hennela v Veliki Britaniji in SG Sérullasa v Franciji. Leta 1828 je Michael Faraday pripravil etanol s hidracijo etilena, katalizirano s kislino, proces podoben tistemu, ki se danes uporablja za industrijsko sintezo etanola.
Etanol se je v Združenih državah uporabljal kot gorivo za svetilke že leta 1840, vendar pa je bil davek, ki se je v času državljanske vojne obračunaval za industrijski alkohol, prevelik in je naredil to uporabo nerentabilno. Davek je bil razveljavljen leta 1906 in od 1908 dalje je bil avtomobil Ford model T prilagojen, da lahko uporablja etanol kot gorivo. S prihodom prepovedi leta 1920 (prohibicija) so prodajalcem etanolnega goriva očitali, da so povezani s tihotapci alkohola in uporaba etanola kot goriva je spet padla vse do poznega 20. stoletja.

## Uporaba
Etanol v alkoholnih pijačah se zaradi svojega vpliva na zavest obravnava kot psihoaktivna droga; v večini držav je ena od legalnih drog, vendar je njegova prodaja za uživanje v manjši ali večji meri regulirana in posebej obdavčena. V medicini se kot alkoholna raztopina uporablja predvsem kot antiseptik za zunanjo uporabo, saj ubija mirkoorganizme z denaturacijo beljakovin ter raztapljanjem lipidov. Učinkovit je proti večini bakterij in gliv ter mnogim virusom, ne deluje pa na bakterijske spore. Poleg tega je učinkovina v sredstvih proti kašlju.

### Vpliv na zdravje
Etanol v majhnih količinah varuje srce, pozitivno stimulira spomin, znižuje količino holesterola v krvi ter preprečuje infarkt in diabetes – podobno kot heroin v majhnih količinah deluje kot zdravilo proti kašlju. Nasprotno pa alkohol v večjih količinah na telo deluje kot strup, saj je sposobnost razgrajevanja alkohola v telesu omejena. Etanol oziroma alkohol se nahaja v vseh alkoholnih pijačah – največ v žganih. Je največji strup za jetra in največji povzročitelj okvare, ki se imenuje ciroza jeter in je v glavnem smrtna. Dejansko je alkohol kemikalija, ki ne prizanese nobenemu organu v človeškem telesu. Inkontinenca je pogost spremljevalec dolgoletnih alkoholikov, ki morajo nositi plenice. Regresija ali »rakova pot« je najznamenitejši pojav pri alkoholizmu: nazadovanje. Alkoholik se vse bolj vrača na stopnjo dojenčka – tako psihično, kot fizično.

### Kot gorivo
Največ etanola se porabi za gorivo v motorjih z notranjim zgorevanjem, bodisi kot dodatek bencinu, bodisi samostojno. Največji porabnici sta Brazilija in Združene države Amerike. V primerjavi z bencinom nastaja pri zgorevanju mešanice manj ogljikovega monoksida, trdnih delcev in dušikovih oksidov. Po drugi strani pri nepopolnem zgorevanju nastaja več drugih stranskih produktov, kot je formaldehid, ki ob delovanju sončne energije tvorijo fotokemični smog.
V zgodnjih letih razvoja raketne tehnologije je bila razširjena uporaba etanola v raketnih motorjih na tekoče gorivo. Nemške balistične rakete V-2, predhodnice vesoljskih raket, so uporabljale mešanico etanola in 25 % vode za gorivo. Danes se uporablja kot raketno gorivo predvsem v lahkih vozilih na reaktivni pogon, drugod pa so ga nadomestila učinkovitejša goriva.

### V kemični industriji
Industrijsko se uporablja kot reagent v številnih reakcijah sinteze drugih organskih snovi, kot so etilhalidi, etil estri, dietil eter, ocetna kislina in etilamin. Hkrati je uporaben kot topilo v izdelkih, kot so barve, tinkture, parfumi in deodoranti.